# فرد كروغر
فرد كروغر (بالألمانية: Fred Kruger؛ بالإنجليزية: Fred Kruger) هو مصور أسترالي وألماني، ولد في 18 أبريل 1831، وتوفي في 15 فبراير 1888.